# Токо чорнокрилий
Токо чорнокрилий (Tockus deckeni) — вид птахів родини птахів-носорогів (Bucerotidae).

## Назва
Названий на честь німецького дослідника Східної Африки барона Карла Клауса фон дер Декена (1833-1865).

## Поширення
Вид поширений в Танзанії, Кенії, Уганді, на півдні Сомалі, Ефіопії та Південного Судану. Мешкає у відкритих саванах і малолісистих ділянках.

## Опис
Птах завдовжки 35 см. Вага 165-212 г у самців і 120-155 г у самиць. Птах має біле забарвлення голови та нижньої частини сильно контрастує з чорним верхом. Капюшон перетинає велика чорно-сіра смуга. Три пари зовнішніх кермових пір'їн білі на кінчику. У самця крила чорні, за винятком серединної білої смуги. Дзьоб, увінчаний низьким шоломом, червоного кольору зі світло-жовтим кінчиком і темними гострими краями. Очна пляма і шкіра орбіти чорні, райдужка коричнева. Гола шкіра на горлі світлого кольору.